# Shumsk
Shumsk (em ucraniano:  Шумськ, em polonês/polaco:  Szumsk) é uma cidade da Ucrânia, situada no Oblast de Ternopil. Tem 5 km² de área e sua população em 2020 foi estimada em 5.453 habitantes.